# Dettopsomyia repletoides
Dettopsomyia repletoides är en tvåvingeart som först beskrevs av Carson och Toyohi Okada 1980.  Dettopsomyia repletoides ingår i släktet Dettopsomyia och familjen daggflugor. Inga underarter finns listade i Catalogue of Life.